# Letov LF-107 Luňák
Letov LF-107 Luňák je československý jednomístný celodřevěný středoplošný kluzák, speciálně určený pro výcvik letecké akrobacie.

## Historie
První prototyp XLF-107 (imatrikulace OK-8730) vznikl v roce 1948 v podniku Rudý Letov (Praha-Letňany) ve skupině, kterou vedl konstruktér Vladimír Štros. První let uskutečnil zkušební pilot Jan Anderle 25. června 1948. V letech 1950 až 1951 bylo vyrobeno celkem 75 kusů. LF-107 Luňák patří mezi oblíbené veteránské kluzáky - do roku 2014 zůstalo v Evropě v provozu několik renovovaných strojů.

## Popis konstrukce
Trup je poloskořepinové konstrukce jehož přední část tvořil sklopný plechový kryt. Standardně vybavená palubní deska obsahovala letecký rychloměr do 400 km/h, výškoměr do 10 km, variometr do ±5 m/s, kompas podélný kapalinový sklonoměr a elektrický zatáčkoměr. Křídlo s klasickým profilem NACA 23012-15 je jednonosníkové a je diagonálně potažené překližkou. Vztlakové klapky, dělená křidélka i kormidla pokrývá plátno. Celokovové brzdící klapky systému Hirth jsou umístěné asi v 60 procentech hloubky křídla. Výrazným konstrukčním prvkem je vystouplá kapkovitá kabina z organického skla, která pilotům umožňuje velmi dobrý výhled. Kabina se odsouvá směrem dozadu a je možné ji otevřít i za letu. Kluzák je vybaven nebrzděným nízkotlakým podvozkovým kolem 290×110 mm a přistávací ocelovou ostruhou odpruženou gumovým blokem.

## Specifikace

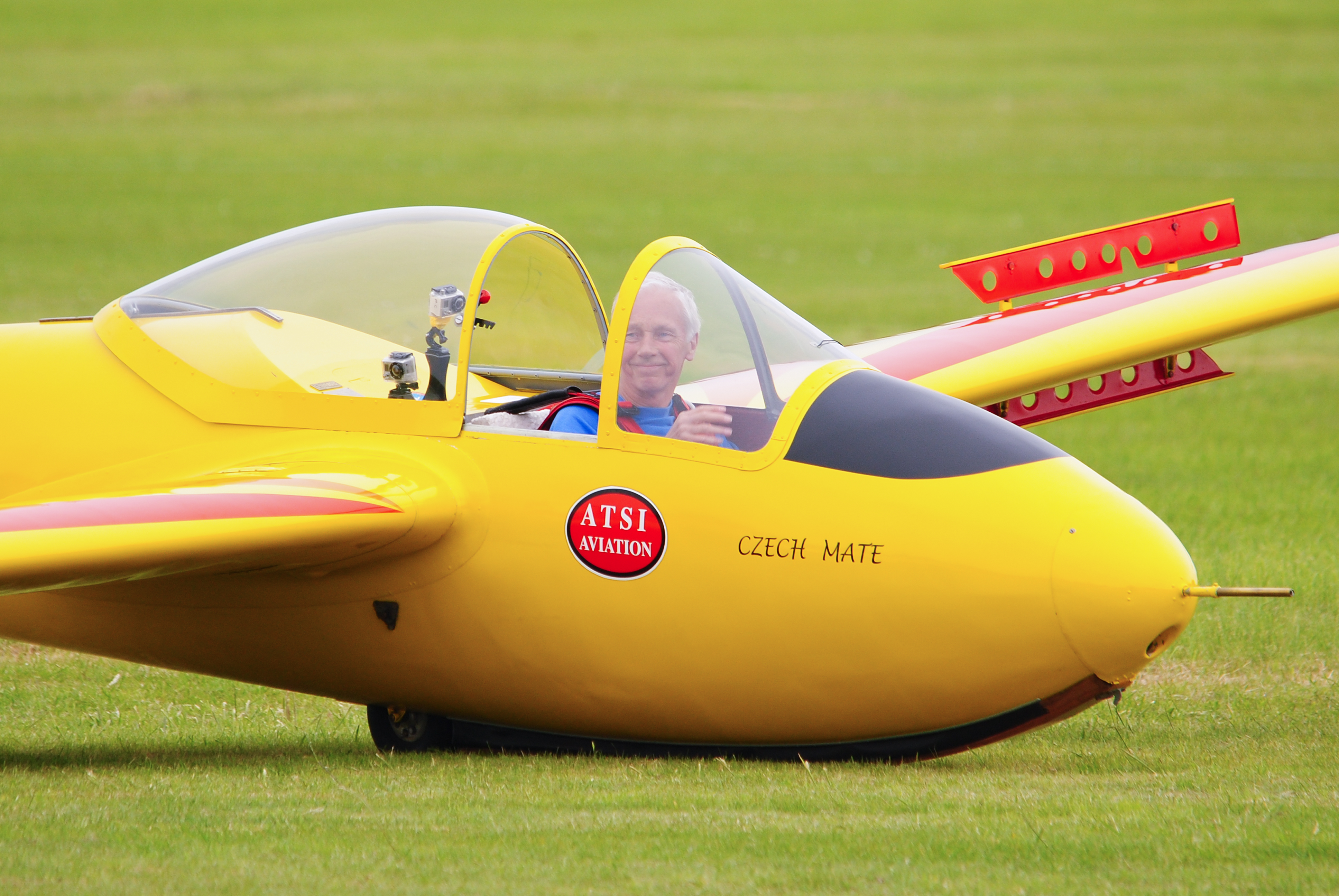
LF-107 - letecký den v Old Warden (2013)

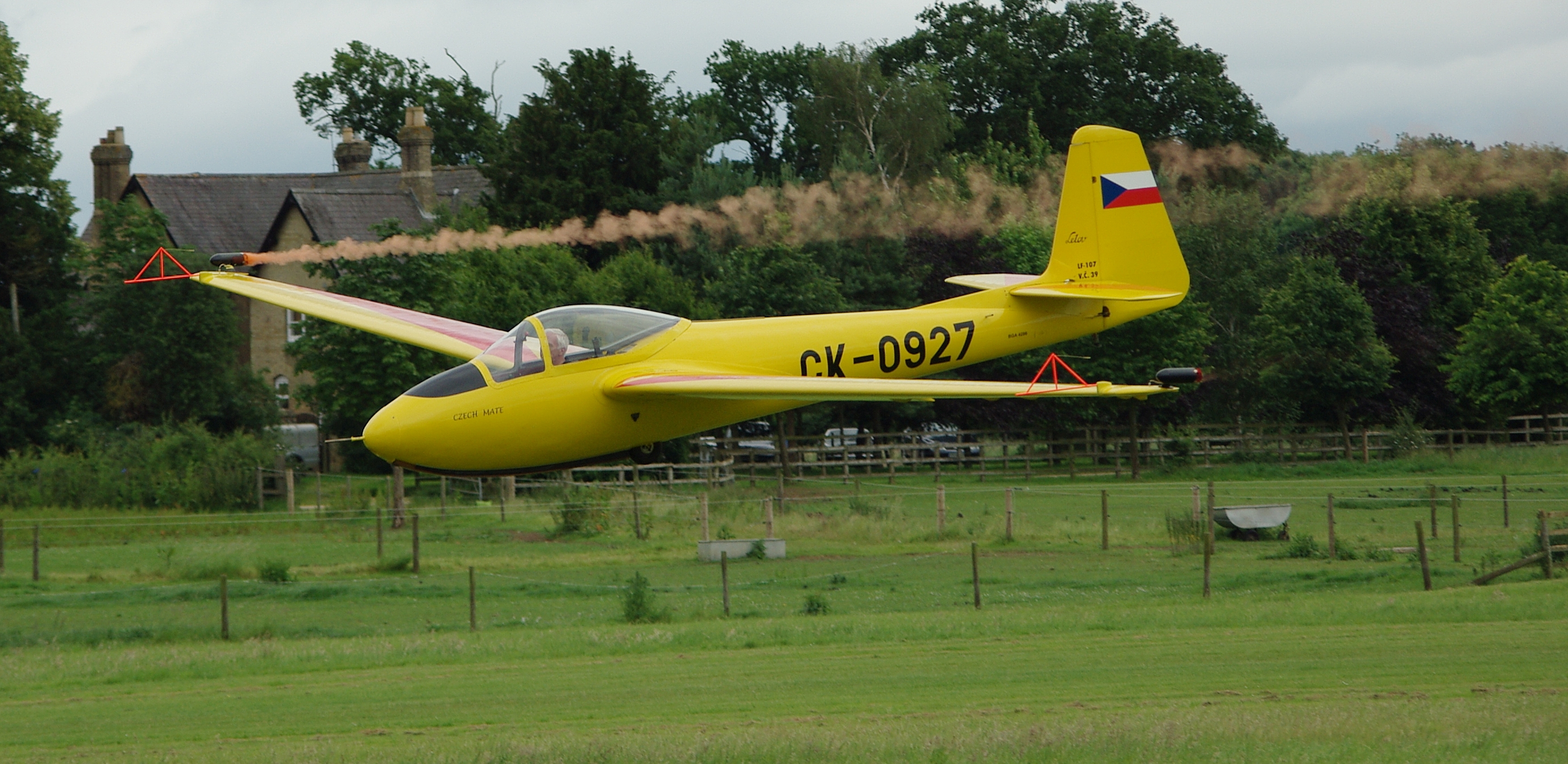
LF-107 - letecký den v Old Warden (2013)

Údaje platí pro sériové stroje

### Technické údaje
- Délka: 6,78 m
- Rozpětí: 14,27 m
- Výška: 1,60 m
- Plocha křídla: 13,38 m²
- Prázdná hmotnost: 205 kg
- Maximální vzletová hmotnost: 310 kg
- Štíhlost křídla: 15,22
- Profil křídla: NACA 23012-15

### Výkony
- Maximální rychlost: 300 km/h
- Minimální rychlost: 50 km/h
- Maximální rychlost při aerovleku: 250 km/h
- Maximální rychlost za naviákem: 120 km/h
- Klouzavost: 1:24 při 80 km/h
- Klesavost: 0,85 m/s při 65 km/h